# Wskaźnik M
Wskaźnik M, wskaźnik Schlichtkrulla – wyraża ilościową ocenę dobowego profilu glikemii na podstawie odchylenia glikemii od przyjętego poziomu u ludzi zdrowych. Na podstawie tego wskaźnika można oceniać skuteczność wyrównania glikemii. Wartość wskaźnika dla ludzi zdrowych mieści się w przedziale od 1 do 5.

## Wzór
M = 1/n Σ[i=1 do n] 10*log(Gi/Gw)3 + W/20
gdzie:
n - liczba kolejnych oznaczeń glikemii,
Gi - wartość kolejnego oznaczenia glikemii,
Gw - przeciętny poziom glikemii u ludzi zdrowych (można przyjąć Gw=100),
W - różnica między największą a najmniejszą wartością glikemii.

## Interpretacja
- do 10 - dobra kontroli glikemii
- 11-20 - dostateczna kontrola glikemii
- powyżej 20 - niedostateczna kontrola glikemii

Uzyskane wartości wskaźnika M mogą służyć jako dodatkowa informacja o skuteczności leczenia. Należy pamiętać, że bardziej zbliżone do rzeczywistego stanu wartości wyrównania glikemii można uzyskać dopiero w dłuższym okresie obserwacji przy uwzględnieniu innych wskaźników. Jednym z podstawowych jest wartość hemoglobiny glikowanej (HbA1c).
Dobowe wahania glikemii zależą od wielu czynników, m.in. wysiłku fizycznego, hormonów antagonizujących działanie insuliny, szybkości wchłaniania węglowodanów, glukozurii, nasilenia glukoneogenezy, a także zmian uwalniania insuliny z miejsca jej podania oraz zmienności jej działania w wątrobie i tkankach obwodowych.